# Léon Deladerrière
Léon Deladerrière (26. juni 1927 - 13. marts 2013) var en fransk fodboldspiller (angriber) og -træner.
Deladerrière spillede 11 kampe og scorede tre mål for det franske landshold. På klubplan repræsenterede han Nancy og Toulouse, og blev efter sit karrierestop også træner for begge klubber.